# Otmar Łazarski
Otmar Łazarski (ur. w 25 listopada 1884 w Białej, zm. 22 sierpnia 1970 w Krakowie) – polski prawnik i dyplomata.

## Życiorys
Po ukończeniu studiów prawniczych na Uniwersytecie Jagiellońskim i Uniwersytecie Wiedeńskim w 1911 rozpoczął pracę w administracji austro-węgierskiej w Galicji, do 1914 był praktykantem konceptowym w starostwie w Oświęcimiu i koncypientem Namiestnictwa we Lwowie. 
Podczas I wojny światowej przeszedł do służby w dyplomacji austro-węgierskiej. Po odzyskaniu niepodległości w służbie dyplomatycznej II Rzeczypospolitej. Od 1 kwietnia 1920 pracował w Wydziale Prasowym Ministerstwa Spraw Zagranicznych. Od 9 grudnia 1922 do 31 grudnia 1924 był radcą w Przedstawicielstwie Państwa przy Górnośląskim Trybunale Rozjemczym i Górnośląskiej Komisji Mieszanej w Katowicach. Następnie  został odwołany do centrali MSZ i przydzielony do Biura Szyfrów. 
Od 15 czerwca 1925 sekretarz legacyjny I klasy w poselstwie RP w Wiedniu. 31 grudnia 1926 odwołany do MSZ, gdzie pracował jako zastępca naczelnika Wydziału Osobowego do chwili nominacji na radcę poselstwa II klasy z przydziałem do poselstwa RP w Budapeszcie (1 czerwca 1928). Od 21 czerwca 1929 do 1 czerwca 1931 kierował placówką jako chargé d'affaires ad interim. 1 czerwca 1931 odwołany do centrali MSZ, 1 lipca 1931 przeniesiony w stan nieczynny, a 1 stycznia 1932 w stan spoczynku.